# Саха (Ярославская область)
Саха — деревня Арефинского сельского поселения Рыбинского района Ярославской области .
Деревня расположена к юго-востоку от центра сельского поселения села Арефино. Её основная улица протянулась вдоль правого, восточного высокого берега одноименной реки Саха, левого притока Ухры, в который примерно через 1 км впадает слева ручей Пелевин. Саха — самая нижняя деревня на реке, выше по течению, к югу стоят деревни Бакуново (на правом берегу) и Бобылево (на левом берегу). От деревни Саха к ним идёт дорога, которая в деревне Бакуново, переходит с правого на левый берег ручья Саха. В северо-западном направлении эта дорога пересекает Пелевин в нижнем течении и выходит на дорогу, следующую по левому берегу Ухры, к деревне Спас-Ухра и далее к центру сельского поселения Арефино. Другая дорога, переходящая в деревне на левый берег ручья Саха, следует на запад. В деревне Княжево, она пересекает Пелевин и выходит к деревне Ананьино, где расположено почтовое отделение. На северо-восток от Саха на левом берегу Ухры стоит деревня Борисково. Деревня окружена лесами, небольшие поля расположены только вокруг деревень. Особенно большой лесной массив расположен к юго-востоку от деревни. Он протянулся на расстояние около 6 км вплоть до долины левого притока Ухры, который носит такое же название Саха. Долина этой реки находится в Тутаевском районе Ярославской области .
Деревня Саха обозначена на плане Генерального межевания Рыбинского уезда 1792 года.
На 1 января 2007 года в деревне Саха числилось 2 пост оянных жителя . Почтовое отделение, расположенное в деревне Ананьино обслуживает в деревне Саха 14 домов .